# Inception (nhạc phim)
Inception: Music from the Motion Picture là album nhạc phim của bộ phim cùng tên ra mắt năm 2010 bởi đạo diễn Christopher Nolan. Album được pháp hành bởi Reprise Records vào ngày 13 tháng 7 năm 2010. Hans Zimmer đảm nhận vai trò soạn nhạc cho phim, và đây là lần thứ ba ông hợp tác với Nolan sau Batman Begins và The Dark Knight.

## Danh sách bản nhạc
Tất cả nhạc phẩm được soạn bởi Hans Zimmer.
| Inception: Music from the Motion Picture | Inception: Music from the Motion Picture | Inception: Music from the Motion Picture |
| STT                                      | Nhan đề                                  | Thời lượng                               |
| ---------------------------------------- | ---------------------------------------- | ---------------------------------------- |
| 1.                                       | "Half Remembered Dream"                  | 1:12                                     |
| 2.                                       | "We Built Our Own World"                 | 1:55                                     |
| 3.                                       | "Dream Is Collapsing"                    | 2:28                                     |
| 4.                                       | "Radical Notion"                         | 3:43                                     |
| 5.                                       | "Old Souls"                              | 7:44                                     |
| 6.                                       | "528491"                                 | 2:23                                     |
| 7.                                       | "Mombasa"                                | 4:54                                     |
| 8.                                       | "One Simple Idea"                        | 2:28                                     |
| 9.                                       | "Dream Within a Dream"                   | 5:04                                     |
| 10.                                      | "Waiting for a Train"                    | 9.30                                     |
| 11.                                      | "Paradox"                                | 3:25                                     |
| 12.                                      | "Time"                                   | 4:35                                     |
| Tổng thời lượng:                         | Tổng thời lượng:                         | 49:13                                    |

| Bonus tracks     | Bonus tracks                  | Bonus tracks |
| STT              | Nhan đề                       | Thời lượng   |
| ---------------- | ----------------------------- | ------------ |
| 13.              | "Projections"                 | 7:04         |
| 14.              | "Don't Think About Elephants" | 5:35         |
| Tổng thời lượng: | Tổng thời lượng:              | 12:39        |